# عبد الله كامل الكندري
عبد الله كامل عبد الله كامل الكندري مواليد 17 سبتمبر 1973 في الكويت، هو مواطن كويتي اعتقل إلى غوانتانامو لمدة خمسة سنوات من 2001 إلى 2006.